# تا تاریکی صبر کن
تا تاریکی صبر کن (انگلیسی: Wait Until Dark) فیلمی در ژانر جنایی به کارگردانی ترنس یانگ است که در سال ۱۹۶۷ منتشر شد.

## بازیگران
- آدری هپبورن
- آلن آرکین
- ریچارد کرنا
- افرم زیمبالیست جونیور
- جک وستون
- مل فرر